# Allison Crowe
Allison Crowe (née le 16 novembre 1981 en Colombie-Britannique) est une chanteuse, auteur-compositrice, guitariste et pianiste canadienne.

## Biographie
Allison Louise Crowe naît sur l'île de Nanaimo en Colombie-Britannique.
Elle commence sa carrière professionnelle en 1996 à l'âge de 15 ans en se produisant dans des cafés et des bars de l'île de Vancouver, où elle est remarquée par le musicien et producteur Barry Newman. Elle enregistre en 2001 un premier EP intitulé Lisa's Song + 6 Songs, suivi de deux albums  Secrets et Tidings en 2004[réf. nécessaire].
De formation piano classique, elle s'accompagne elle-même à la guitare et au piano. Ses influences musicales sont le jazz, la musique classique et le rock. Bien qu'elle se produise essentiellement en solo, elle a aussi fait des tournée avec son propre groupe entre 2000 et 2003. Sa version de la chanson Hallelujah de Leonard Cohen a été nommé par Record of the Day au Royaume-Uni en août 2004 et novembre 2005.

## Discographie

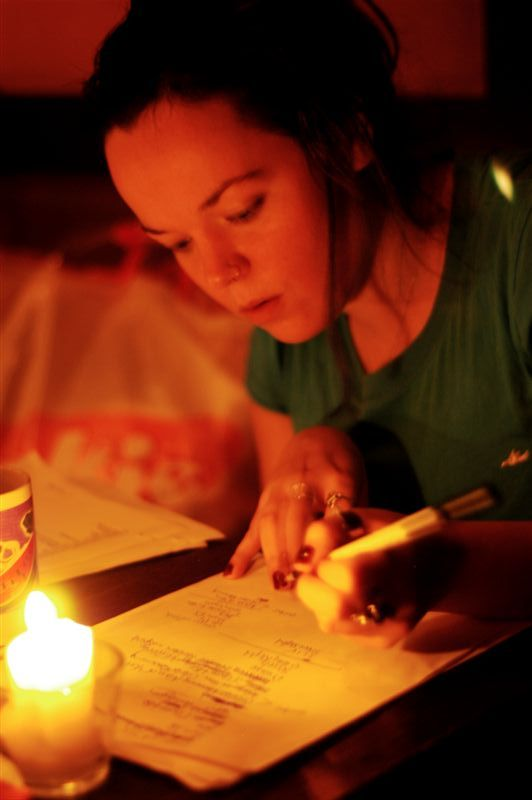
Allison Crowe à Munich en 2007

### Albums
- 2003 : Lisa's Song + 6 Songs

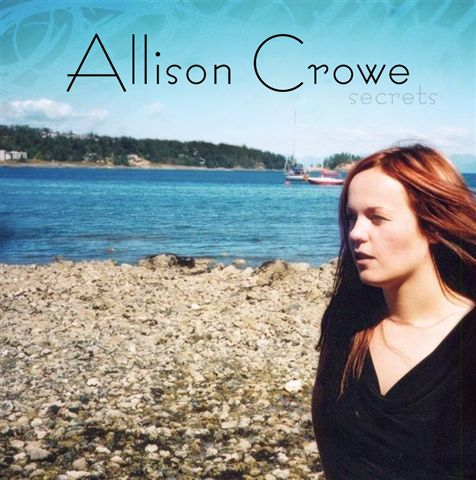
Pochette de l'album Secrets (2004)

- 2003 : Tidings: 6 Songs for the Season
- 2004 : Secrets (en) (2004)
- 2004 : Tidings (en) (2004)
- 2005 : Live at Wood Hall (en) (2005)
- 2006 : This Little Bird (en) (2006)
- 2008 : Little Light (en) (2008)
- 2010 : Spiral (en) (2010)
- 2012 : Tidings Concert
- 2013 : Newfoundland Vinyl
- 2013 : Heavy Graces
- 2013/2014 : Songbook
- 2014 : Souling
- 2014 : Newfoundland Vinyl II
- 2015 : Sylvan Hour (2015)
- 2015 : Newfoundland Vinyl 3
- 2016 : Introducing / Heirs + Grievances
- 2017 : Great Island Wonder)
- 2018 : Welcome to Us Acts 1 and 2
- 2020 : Pillars

### Singles
- 2011 : Arthur /Up to the Mountain
- 2013 : Snow
- 2014 : Tarry Trousers
- 2017 : (What's so Funny 'bout) Peace, Love and Understanding

### Compilations
- 2003 : Open Minds Open Windows: Songwriter's Stories
- 2004 : It Was 40 Years Ago Today
- 2005 : Christmas in Rock Vol. 4
- 2008 : Cohen Covered
- 2010 : Songs of Hope for Haiti

### Videos
- 2002 : Inside Pandora's Box: Allison Crowe
- 2003 : Allison Crowe: Tidings
- 2012 : A Corner Brook Tidings